# Chris Gibson
Christopher Patrick Gibson, detto Chris (Rockville Centre, 13 maggio 1964), è un politico e militare statunitense, membro della Camera dei Rappresentanti per lo stato di New York dal 2011 al 2017.

## Biografia
Nato a Rockville Centre, dopo il college Gibson si arruolò nell'esercito, dove prestò servizio per ventiquattro anni, raggiungendo il grado di colonnello. Durante la sua carriera militare, Gibson prese parte alla guerra del Golfo e combatté in Kosovo e Iraq, venendo insignito di varie onorificenze fra cui la Legion of Merit, il Purple Heart e quattro Bronze Star Medal.
Entrato in politica con il Partito Repubblicano, nel 2010 si candidò alla Camera dei Rappresentanti sfidando il deputato democratico Scott Murphy; Gibson riuscì a vincere le elezioni e fu riconfermato anche nel 2012 e nel 2014, per poi annunciare il suo ritiro al termine del terzo mandato nel 2016.
Ideologicamente Chris Gibson è ritenuto un repubblicano moderato. Sposato, è padre di tre figli.